# Велігтон Олівейра
Велігтон Робсон Пена де Олівейра (порт. Weligton Róbson Pena de Oliveira, нар. 26 серпня 1979, Фернандополіс) — бразильський футболіст, що грав на позиції центрального захисника, зокрема за іспанську «Малагу».

## Ігрова кар'єра
Протягом 2002–2003 років грав на батьківщині за «Парану». Привернув увагу скаутів португальського «Пенафіела» і 2003 року перебрався до Європи. У новій команді швидко став одним з основних гравців центру захисту і відіграв за неї три сезони.
Сезон 2006/07 відігав у Швейцарії, захищаючи кольори «Грассгоппера», після чого був відданий в оренду до іспанської друголігової «Малаги». Відразу став стабільним гравцем стартового складу і допоміг команді здобути підвищення в класі, після чого влітку 2008 року «Малага» за 500 тисяч євро викупила контракт бразильця. Наступні дев'ять сезонів провів у її складі на рівні Ла-Ліги. За виключенням періодів відновлення від травм стабільно був основним захисником.
Завершив професійну кар'єру футболіста виступами за «Малагу» у 2017 році, залишившись у клубній структурі на тренерській посаді.